# Concepción Las Minas

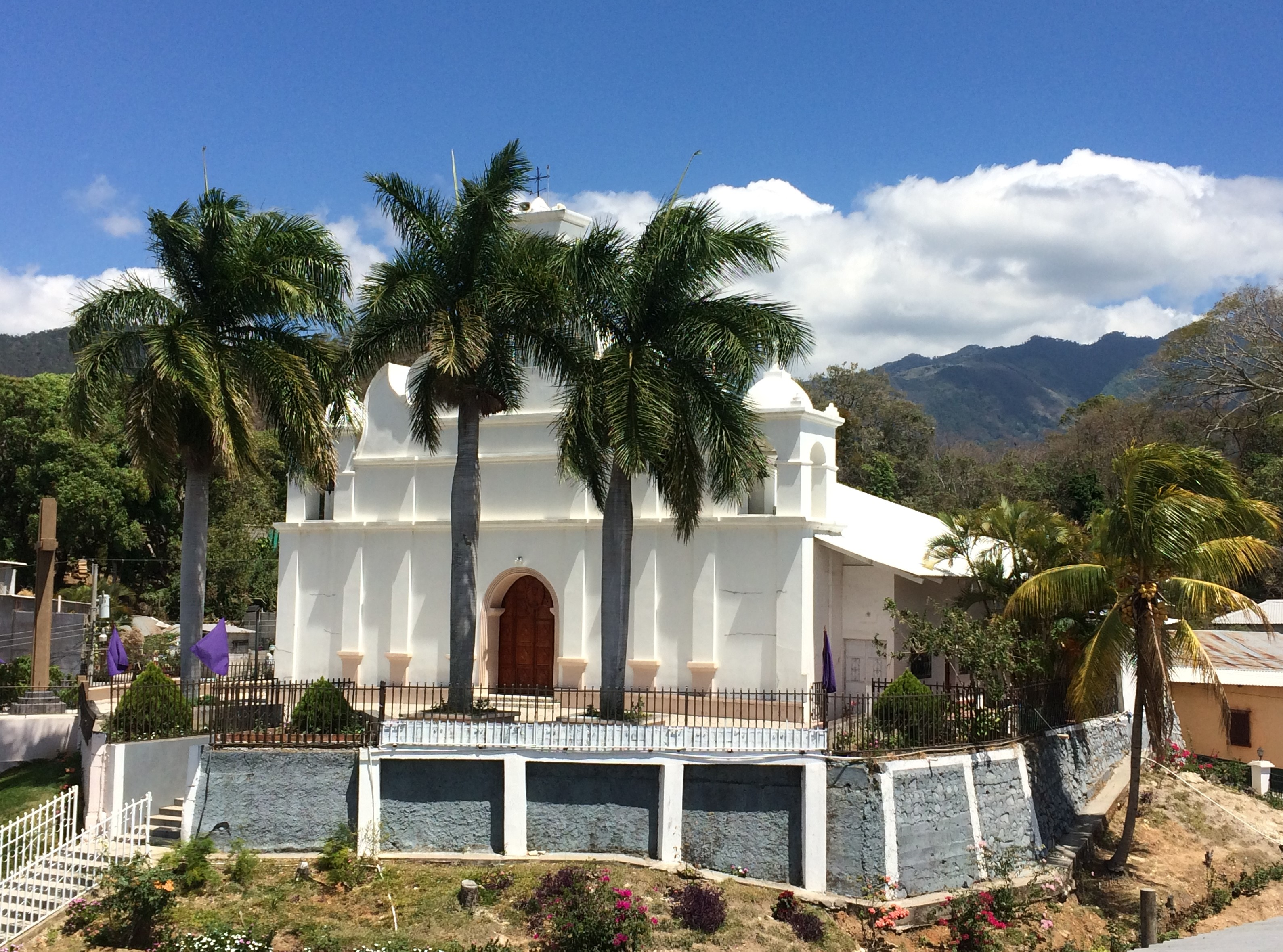
Se bendijo el 24 de febrero de 1864

Concepción Las Minas («Concepción»: en honor a su santa patrona, la Inmaculada Concepción; «Las Minas»: por estar cerca de las minas de Alotepeque) es un municipio ubicado en el departamento de Chiquimula, en la región oriental de Guatemala; cabecera del municipio del mismo nombre. La cabecera municipal de Concepción las Minas está ubicada a 15 kilómetros de la Frontera con la República de El Salvador y a 19 kilómetros de la Ciudad de Esquipulas. Conocido desde la época colonial como el «Valle de Concepción» —o simplemente como Concepción—, tras la Independencia de Centroamérica en 1821, fueron asignados al Circuito de Chiquimula en el Distrito N.º4 (Chiquimula) para la impartición de justicia por medio de juicios de jurados.
Fue elevado a la categoría de municipio el 8 de junio de 1893, por decreto del presidente de la República, el general José María Reina Barrios.  A partir de 2000 es miembro de la Mancomunidad de Nor-Oriente de Guatemala.

## Demografía
De acuerdo al Censo Nacional del año 2018, el municipio de Concepción las Minas tiene un total de 12.360 habitantes, distribuidos de la siguiente manera:
- Área urbana: representa un 9%
- Área rural: representa un 91 %

- Hombres: un 48 %
- Mujeres: un 52 %

Aplicando el 1.0 % que es la tasa de crecimiento anual, se calcula que la población aproximada proyectada del municipio era de 12.615 habitantes para 2022.

## División política
El Municipio de Concepción Las Minas está dividido en aldeas y caseríos los cuales son:
| Aldeas | - Apantes - Liquidambar - El Jícaro - San José - Guacamayas - Rodeo El Espino - Cruz Calle - La Ermita - San Antonio - Obraje - Llano Los Conacastes - Anguiatú - el socorro | Caseríos | - El Duraznal - Las Huertas - El Papayo - Cuesta del Paxte - El Yajal - Casa Quemada - Plan del Tigre - El Olvido - La Hondura - Cuesta del Horno - El Capulin - La Laguna - Jicaro Peinado - El Límite - Monte Barroso - Valle Arriba - El Aguajal - El Obispo - Las Granadillas - Labor Agua Sarca - Finca Santa Marta - Palo Gordo - Roble Gacho - Llanitos - El Ahorcado - San Jeronimo - El Rodeíto - El Panal - Agua Caliente - Llano Las Pitas - Las Mesas - El Guachipilín - Monte Obscuro - El Sacramento - Dolores - El Llano - El Hospital - San Vicente - Morro Grande - Cruz de Ocote - La Quesera - Las Anonas - San Isidro - Rodeo Las Lajas - Los Vasos - Limones - Cabildo - Cuesta del Pito - El Chaguite - Bordo del Llano - Llano Grande - Tisizon - La Avanzada - Camolián - Las Marías - Agua Caliente - La Leona - El Pinito - Nueva Anguiatú - Las Burras - Los Alambrados - Llano Arado - Las Chivas - Santa Anita - Valeriano - La Reforma - Las Fresas - Volcancito - Los Planes - Joya Grande - Montaña San Carlos |

## Geografía física

### Ubicación geográfica
Concepción Las Minas está en el departamento de Chiquimula y sus colindancias son:
- Norte: Esquipulas y Quezaltepeque, municipios del departamento de Chiquimula
- Sur: República de El Salvador
- Este: República de El Salvador y República de Honduras
- Oeste: Ipala y Agua Blanca, municipios del departamento de Chiquimula y Jutiapa[6]

|                          | Norte: Esquipulas y Quezaltepeque, municipios del departamento de Chiquimula |                                                        |
| Oeste: Ipala Agua Blanca |                                                                              | Este: República de El Salvador y República de Honduras |
|                          | Sur: República de El Salvador                                                |                                                        |

## Gobierno Municipal
Los municipios se encuentran regulados en diversas leyes de la República, que establecen su forma de organización, lo relativo a la conformación de sus órganos administrativos y los tributos destinados para los mismos.  Aunque se trata de entidades autónomas, se encuentran sujetos a la legislación nacional y las principales leyes que los rigen desde 1985 son:
| N.º | Ley                                                | Descripción |
| --- | -------------------------------------------------- | --- |
| 1   | Constitución Política de la República de Guatemala | Tiene una regulación legal específica para los municipios en los artículos 253 al 262. |
| 2   | Ley Electoral y de Partidos Políticos              | Ley de carácter constitucional aplicable a los municipios en el tema de la conformación de sus autoridades electas. |
| 3   | Código Municipal                                   | Decreto 12-2002 del Congreso de la República de Guatemala. Tiene la categoría de ley ordinaria y contiene preceptos generales aplicables a todos los municipios, e inclusive contiene legislación referente a la creación de los municipios.             |
| 4   | Ley de Servicio Municipal                          | Decreto 1-87 del Congreso de la República de Guatemala. Regula las relaciones entra la municipalidad y los servidores públicos en materia laboral. Tiene su base constitucional en el artículo 262 de la constitución que ordena la emisión de la misma. |
| 5   | Ley General de Descentralización                   | Decreto 14-2002 del Congreso de la República de Guatemala. Regula el deber constitucional del Estado, y por ende del municipio, de promover y aplicar la descentralización y desconcentración económica y administrativa.                                |

El gobierno de los municipios está a cargo de un Concejo Municipal mientras que el código municipal —ley ordinaria que contiene disposiciones que se aplican a todos los municipios— establece que «el concejo municipal es el órgano colegiado superior de deliberación y de decisión de los asuntos municipales […] y tiene su sede en la circunscripción de la cabecera municipal»; el artículo 33 del mencionado código establece que «[le] corresponde con exclusividad al concejo municipal el ejercicio del gobierno del municipio».
El concejo municipal se integra con el alcalde, los síndicos y concejales, electos directamente por sufragio universal y secreto para un período de cuatro años, pudiendo ser reelectos.
Existen también las Alcaldías Auxiliares, los Comités Comunitarios de Desarrollo (COCODE), el Comité Municipal del Desarrollo (COMUDE), las asociaciones culturales y las comisiones de trabajo. Los alcaldes auxiliares son elegidos por las comunidades de acuerdo a sus principios y tradiciones, y se reúnen con el alcalde municipal el primer domingo de cada mes, mientras que los Comités Comunitarios de Desarrollo y el Comité Municipal de Desarrollo organizan y facilitan la participación de las comunidades priorizando necesidades y problemas.

### Alcaldes
Concepción Las Minas ha tenido cuarenta y ocho alcaldes hasta 2017; la tabla siguiente muestra los nombres desde 1992:
| Nombre         | Período   | Partido          |
| -------------- | --------- | ---------------- |
| Ramiro Aguilar | 1993-1996 | PAN              |
| Ramiro Aguilar | 1996-2000 | PAN              |
| Antonio Guerra | 2000-2004 | GANA             |
| Antonio Guerra | 2004-2008 | GANA             |
| Juan Vanegas   | 2008-2012 | Partido Patriota |
| Juan Vanegas   | 2012-2016 | Partido Patriota |
| Juan Vanegas   | 2016-2020 | Partido LIDER    |

## Historia

### Época colonial
Los primeros pobladores que habitaron en el área fueron personas de la raza chortí; la región fue invadida por los españoles e indígenas tlaxcaltecas y cholultecas a principios del siglo xvi, dando inicio a la época colonial.
Hasta finales del siglo xvii, Quezaltepeque era la cabecera de curato para el clero secular, y bajo su jurisdicción estaban las parroquias de Santiago Esquipulas, San Jacinto, Los Valles de la Concepción — en donde posteriormente se crearía el municipio Concepción Las Minas—, La Ermita, Languiatuya, San Antonio Las Cañas, Los Limones y algunas otras; aunque posteriormente los curas decidieron trasladar su residencia a Esquipulas.

### Tras la Independencia de Centroamérica
La constitución del Estado de Guatemala del 11 de octubre de 1825 dividió al territorio del Estado en once distritos para impartir justicia; el poblado de Quezaltepeque era parte del Circuito de Chiquimula en el Distrito N.º4 (Chiquimula); a este circuito pertenecían también: San José, Ipala, Orégano, Cubiletes, Hermita, Alotepeque, San Isidro, Concepción —entonces únicamente un pequeño poblado—, Esquipulas, Atulapa, Jagua, Olopa, Piedra de Amolar, Orcones, Jupilingo, Camotán, San Jacinto, San Juan Hermita, Chancó, San Nicolás, Jocotán, Santa Elena y San Esteban.

### Formación del municipio
En 1893, el presidente de Guatemala, general José María Reina Barrios, pidió a las autoridades municipales de Esquipulas la concesión de 225 km², con los cuales se fundó el municipio de Concepción Las Minas, el cual sería el segundo municipio que se desmembraría de Esquipulas, ya que en 1821 se formó Camotán. El municipio de Esquipulas perdió así el cuarenta y cinco por ciento de su territorio original en cuestión de sesenta años. Posteriormente, Esquipulas firmó un tratado con Concepción Las Minas y Camotán para volver a integrarse como un solo municipio; sin embargo, tras no llegar a un acuerdo con respecto a las nuevas fronteras regionales entre las autoridades de Esquipulas y Concepción Las Minas, el tratado fue cancelado.

### Demarcación política de Guatemala de 1902
En 1902, el gobierno del licenciado Manuel Estrada Cabrera publicó la Demarcación Política de la República, y en ella se describe a Olopa así: «su cabecera es el pueblo del mismo nombre, a 56 km de Chiquimula, ocupa una área de 427 caballerías.  Su clima es caliente, y los principales cultivos maíz, café  y caña de azúcar.  Limita: al Norte, con los municipios Esquipulas y Quezaltepeque; al Sur, con la República de El Salvador; al Oriente, con esta misma y la de Honduras y al Occidente con los municipios de Ipala y Agua Blanca».

### SigloXXI: Mancomunidad de Nor-Oriente de Guatemala
En 2000, Concepción Las Minas se integró a la Mancomunidad de Nor-Oriente de Guatemala, la cual es una agrupación política y administrativa de once de los treinta y cuatro municipios de la región III o Nororiental de Guatemala gestiona el desarrollo social, cultural, político, económico y ambiental a través del impulso de la participación ciudadana de los diversos sectores locales.

## Economía
La economía del municipio depende bastante de la agricultura, principalmente del cultivo del café, maíz, frijol y caña de azúcar.
Por otra parte, su actividad comercial se basa en un amplio movimiento comercial y ganadero y en las remesas de sus emigrantes ya que gran parte de sus habitantes residen en Estados Unidos, principalmente en los estados de Nueva York, Illinois, Nueva Jersey y Georgia.

## Servicios
El municipio cuenta con servicios básicos de agua potable, energía eléctrica, policía nacional civil, tren de aseo municipal, radio comunitaria, servicios de salud ( estatales y de carácter privado); asimismo cuenta con empresas de servicios financieros (en su mayoría para el pago de remesas desde el exterior) y restaurantes; dentro del área del municipio hay gasolineras y otros servicios de carácter público, como el transporte colectivo hacia Chiquimula, Esquipulas y Ciudad de Guatemala. Además de ser uno de los municipios de Chiquimula con mejor calidad económica, después de Esquipulas y Chiquimula.[cita requerida]